# Freycinetia vulgaris
Freycinetia vulgaris är en enhjärtbladig växt som beskrevs 1939 av Elmer Drew Merrill och Lily May Perry. Arten, som är endemisk för Nya Guinea, ingår i släktet Freycinetia och familjen Pandanaceae. Inga underarter finns listade.